# Wardajn
Wardajn (probierz) – urzędnik menniczy sprawdzający stemple i tłoki mennicze oraz ordynowaną stopę menniczą bitych monet poprzez kontrolę stopu metalu i masy krążków menniczych.